# Wonder Girls World Tour
Wonder Girls World Tour는 원더걸스의 미국에서 열린 첫 번째 단독 콘서트이다.

## 개요
2010년 6월 1일, 미국으로 출국하여 전미 투어를 준비하였으며 공연 기획사인 라이브 네이션과 함께 진행하기로 하였다. 총 공연 횟수는 애당초 계획된 20회에 7회 분량이 추가된 27회로 확정되어 미국 전역은 물론 캐나다, 하와이주 호놀룰루까지 포함되었다. 6월 4일(현지 시각) 워싱턴 D.C.에서 처음으로 콘서트를 열었고, 2PM이 오프닝을 맡았으며 향후 2PM, 2AM이 교대로 게스트로 출연했다. 워싱턴 D.C.에서 시작된 1차 전미 투어에서 애틀랜타, 뉴욕, 시카고 공연은 모든 티켓이 매진되었다. 이렇게 2PM과 함께 4일부터 13일까지 총 9회에 걸친 1차 투어를 마친 원더걸스는 25일, 호놀룰루를 시작으로 2차 투어를 진행하려 하였으나 선예의 부친상으로 인하여 7월 16일로 연기되었다.  호놀룰루 콘서트에서는 박진영이 특별 게스트로 출연하였다.

## 세트리스트
1. 2PM, 2AM, 박진영(오프닝)
2. I wanna
3. Good bye (remix)
4. Don’t cha
5. So Hot
6. This time
7. 혜림 - Lipcloss
8. 유빈 - Boom Boom Pow
9. 예은 - Mercy
10. 소희 - 싱글레이디
11. 선예 - 파파라치
12. Saying I Love you
13. Stick with you
14. 2 Different Tears
15. Nobody
16. Tell Me

## 날짜
| 날짜            | 도시         | 국가   | 게스트 | 장소                          |
| --------------- | ------------ | ------ | ------ | ----------------------------- |
| 2010년 6월 4일  | 워싱턴 D.C.  | 미국   | 2PM    | 워너 시어터                   |
| 2010년 6월 5일  | 애틀랜타     | 미국   | 2PM    | 태버네클                      |
| 2010년 6월 6일  | 뉴욕         | 미국   | 2PM    | 맨해튼 해머스타인 볼룸 공연장 |
| 2010년 6월 8일  | 시카고       | 미국   | 2PM    | 하우스 오브 블루스            |
| 2010년 6월 9일  | 휴스턴       | 미국   | 2PM    | 하우스 오브 블루스            |
| 2010년 6월 10일 | 댈러스       | 미국   | 2PM    | 하우스 오브 블루스            |
| 2010년 6월 11일 | 로스엔젤레스 | 미국   | 2PM    | 하우스 오브 블루스            |
| 2010년 6월 12일 | 애너하임     | 미국   | 2PM    | 하우스 오브 블루스            |
| 2010년 6월 13일 | 샌프란시스코 | 미국   | 2PM    | 필모어                        |
| 2010년 6월 29일 | 밴쿠버       | 캐나다 | 없음   | 보그 극장                     |
| 2010년 7월 30일 | 시애틀       | 미국   | 2AM    | 무어 극장                     |
| 2010년 7월 1일  | 샌프란시스코 | 미국   | 2AM    | 필모어                        |
| 2010년 7월 2일  | 샌디에이고   | 미국   | 2AM    | 하우스 오브 블루스            |
| 2010년 7월 3일  | 라스베이거스 | 미국   | 2AM    | 하우스 오브 블루스            |
| 2010년 7월 6일  | 콜로라도     | 미국   | 2AM    | 고딕 극장                     |
| 2010년 7월 7일  | 시카고       | 미국   | 2AM    | 하우스 오브 블루스            |
| 2010년 7월 10일 | 토론토       | 캐나다 | 없음   | 모드 클럽 극장                |
| 2010년 7월 12일 | 미시소거     | 캐나다 | 없음   | 리빙 아츠 센터                |
| 2010년 7월 16일 | 호놀룰루     | 미국   | 박진영 | 피페 라인 카페                |
| 2010년 7월 17일 | 호놀룰루     | 미국   | 박진영 | 피페 라인 카페                |